# Promenaea xanthina
Promenaea xanthina là một loài thực vật có hoa trong họ Lan. Loài này được (Lindl.) Lindl. miêu tả khoa học đầu tiên năm 1843.

## Hình ảnh

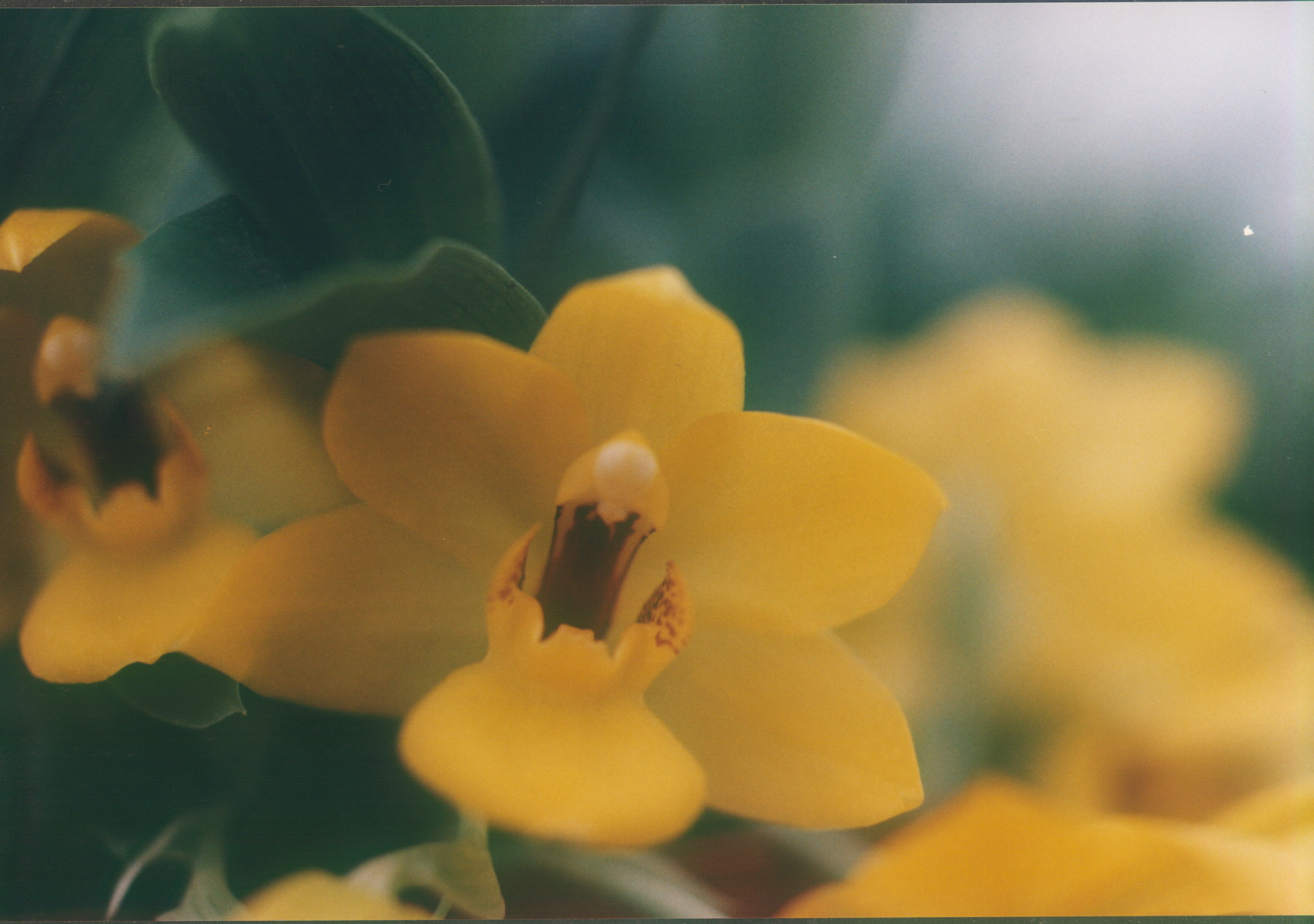
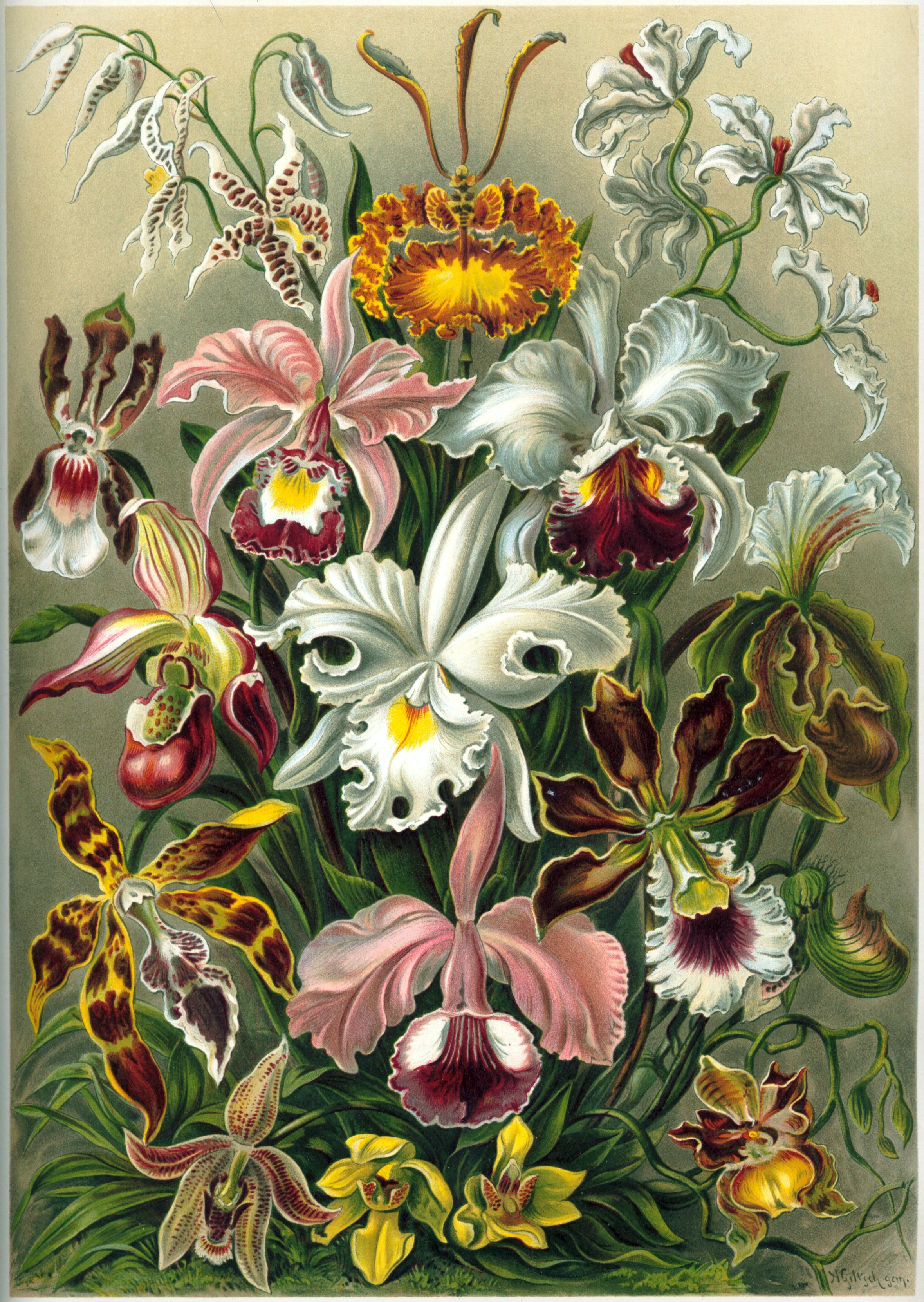
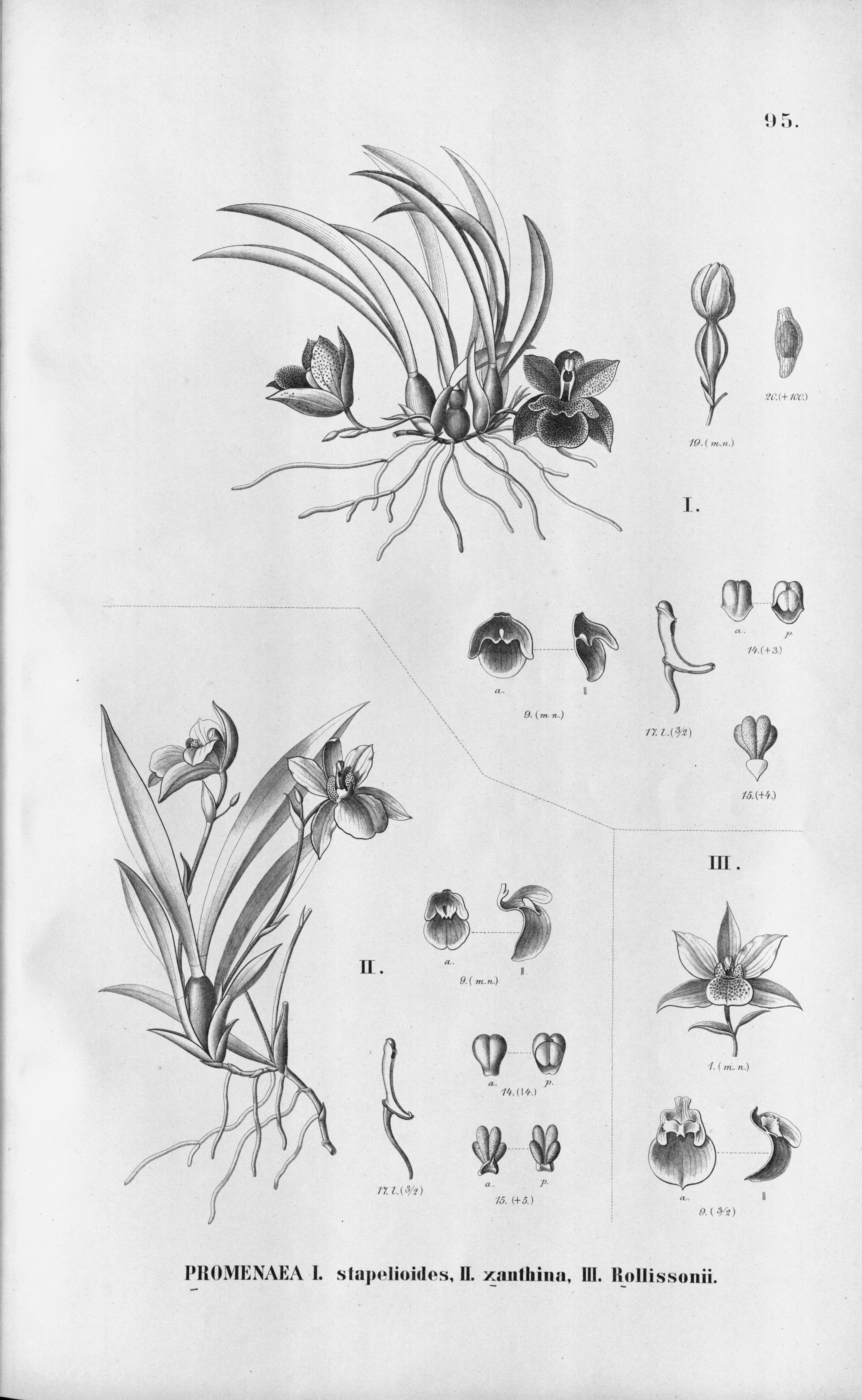
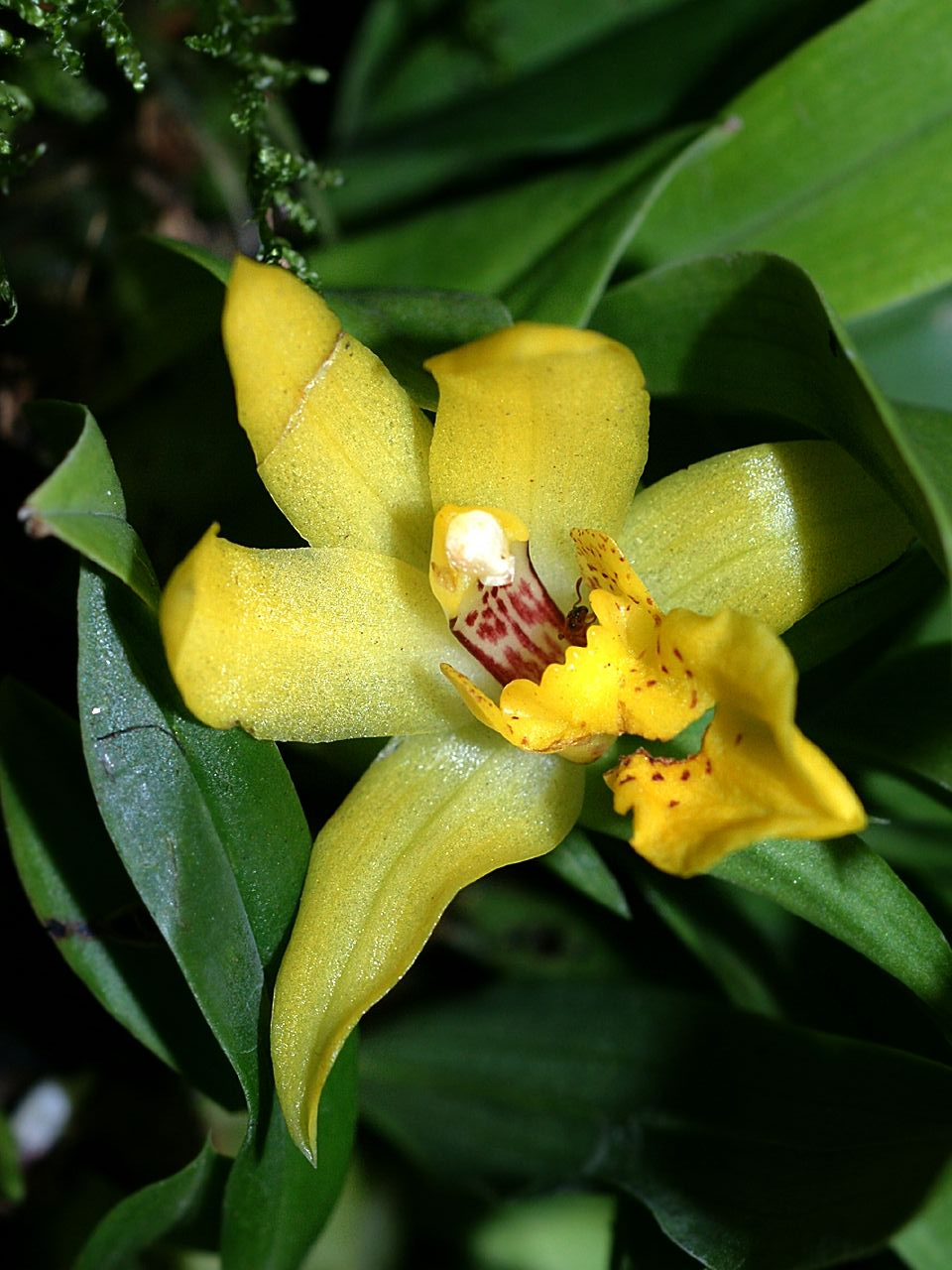